# Їржі з Подєбрад
Їржі з Подєбрад (також Іржи та Юрій, чеськ. Jiří Boczko z Kunštátta a Poděbrad, нім. Georg von Podiebrad; 23 квітня 1420 — 2 березня 1471) — король Богемії з 1458 по 1471 рік. Прихильник гуситства, проклятий папою Павлом II у 1465 році. Воював із королем Угорщини Матвієм Корвіном. За його підтримки королем Чехії став Владислав II Ягелончик.

## Походження
Походив зі знатної та впливової чеської родини, що приєдналася до гуситського табору. Батько Їржи, Віктор з Подєбрад, був одним з керівників таборитів — радикального крила гуситів, однак через деякий час приєднався до поміркованих утраквістів. Сам Їржі з Падебрад у 14 років взяв участь в битві під Липанами в 1434 році, в котрій помірковані гусити, приєднавшись з католиками, завдали поразки радикальним. Загалом, при Сигізмунді Люксембурзькому родина Їржі з Падебрад входила в лави поміркованої партії, однак після обрання королем Чехії за клопотанням католицької церкви ерцгерцога Австрійського Альбрехта V (німецького короля Альбрехта ІІ), батько і син приєдналися до опозиції, що бажала обрання Казимира IV Польського.
Почалася війна, в якій Альбрехт переміг, однак восени 1439 року він помер від шигельозу (тоді називали дизентерією). Син і наступник Альбрехта, Ладислав, народився через декілька місяців після смерті батька, тому наступні десятиліття мир і порядок у Чехії підтримували так звані ландфріди — військово-політичні союзи, організовані по територіальному принципу. Їржі з Подєбрад був обраний керівником Краловеградського округу (ландфріду), що дозволило йому в 1444 році стати на чолі партії чашників, що спиралася на середнє дворянство та міста. Під час наступної боротьби, в 1448 році, маючи 9000 солдатів з числа колишніх гуситів він взяв Прагу. У 1452 році за підтримки багатьох католицьких вельмож він був обраний регентом королівства.

## Король Чехії
Після смерті 17-літнього короля Ладислава І (1457), престол Чехії звільнився, а панство зібралося на сейм для обрання нового короля. Регент пообіцяв, що у випадку свого обрання майно, в першу чергу колишні володіння церкви, що перейшло в інші руки під час гуситської революції, залишиться в руках теперішніх власників. У результаті 2 березня 1458 року на засіданні сейму в празькій Староміській ратуші бургграф (намісник) чеської столиці Зденек з Штернберка, ще донедавна супротивник Їржі, схилив перед ним коліна і проголосив: «Най буде пан регент королем нашим!». Члени сейму відгукнулися схвальними відгуками. Їржі з Падебрад став королем Чехії.
Аби отримати згоду Папи на свою коронацію, Їржи з Падебрад наважився зацікавити папську курію обіцянками допомогти відновити в Чехії католицизм за допомогою церковної унії. Папа Пій ІІ, намагаючись змусити Їржи до дій, відмінив Празькі компакти 1436 року, під тим приводом, що вони стосувалися лише «одного покоління» гуситів і в теперішній ситуації не є дійсними. Загравання короля з Римом зустріло відкриту опозиції в рядах утраквістів, котрі змусили короля в 1461 році урочисто зобов'язатися зберегти гуситські обряди. Папа оголосив чашників єретиками, але на подальше загострення ситуації не пішов, за порадою імператора Фрідріха ІІІ, зобов'язаного Їржі своїм порятунком з Віденського замку і союзником у війні проти угорців.
Новий Папа, Павло ІІ, після невдалої спроби відновити перемовини (зі сторони Їржи їх вів Ян з Рабштейна) в 1461 році відлучив чеського короля від церкви і наказав проповідувати проти нього хрестовий похід. Їржи переміг невдалих хрестоносців, однак коли він посварився і з імператором, останній призвав проти нього колишнього близького союзника Їржи, угорського короля Матвія Корвіна (Гуньяді), котрий як виконавець папського доручення захопив більшу частину Моравії.
Католицьке дворянство Моравії надало підтримку Мат'яшу. В Оломоуці в 1469 році Мат'яш Корвін проголосив себе чеським королем, змусивши заприсягнути собі Моравію, Сілезію та Лужиці. Будучи політичним реалістом, Їржи скликав у Празі сейм, від якого поставив вимогу обрати собі в наступники спадкоємця польського престолу Владислава Ягелончика, що був племінником Ладислава (Уласло І) по матері, для того, аби власні сини Їржи успадкували його власне майно. Сейм погодився. Після цього Польща відразу ж встала на сторону Чехії, з котрою тоді ж примирився й імператор, і власні католицькі піддані, так що і угорський король змушений був почати перемовини. Але ще до укладення миру з угорцями Їржи з Падебрад помер у 1471 році. Двоє його синів, Віктор та Гінек Жебіцкі, як рядові піддані надали свої послуги чеській короні. У своїх діях Їржи показав послідовну релігійну поміркованість, прагнення знайти компроміс між католиками та гуситами, вміння дотримуватися миру в країні.

## Християнська ліга
Їржи з Падебрад належала ідея загальноєвропейського християнського союзу, названого «Християнською лігою». Перебуваючи під загрозою хрестового походу та з метою уникнути ізоляції, король Їржи, запалений своїм близьким радником, італійським юристом Антоніо Маріні, висунув план, названий «Договір про затвердження миру між християнами», в котрому пропонував об'єднати зусилля християнської Європи в боротьбі з турками — «віковими ворогами самого імені християн». План пропонував створити союз європейських державців, котрі мали взяти на себе зобов'язання вирішувати всі спірні питання мирним шляхом. Також пропонувалося створення «загальної косісторії», тобто європейського суду, також деякого зародку європейського парламенту. Рішення мали прийматися шляхом голосування, в котрому кожна країна мала один голос. Європу в політико-дипломатичному плані планувалося розбити на декілька областей — Галіцію, Німеччину, Італію, Іспанію і т. д. Їржи з Падебрад виступав пропагандистом багатьох елементів європейської інтеграції, котрі стали реальністю в ХХ столітті.

## Родина
1 Дружина — Кунгута зі Штернберка (1425—1449)
Діти:
- Бочок IV з Подебрад (15 липня 1442 — 28 вересня 1496);
- Вікторин з Подебрад (29 травня 1443 — 30 серпня 1500) — князь Зембицький (1462—1472) та Опавський (1465—1485)
- Барбара з Подебрад (1446 — 20 вересня 1474), 1-й чоловік — Генріх з Дуба та Липи (пом. 1469), 2-й чоловік — граф Ульріх фон Еттінген і Флохберг (пом. 1477), 3-й чоловік — Ян Альберт з Ронова (пом.
- Йіндржих I з Подебрад (15 травня 1448 — 24 червня 1498) — князь Зембицький (1462—1498) та Опавський (1465—1472), одружений з Урсулом, донькою Альбрехта III Гогенцоллерна, курфюрста Бранденбург;
- Катержина з Подебрад (11 листопада 1449 — 8 березня 1464) — королева Угорщини, дружина короля Матіаша Корвіна (з 1461);
- Зденка (Сидонія) з Подебрад (11 листопада 1449 — 1 лютого 1510) — одружена з Альбрехтом III Мужнім, герцогом Саксонським.

2 Дружина — Йогана з Рожміталя (бл. 1430—1475)
Діти:
- Гінек з Подебрад (17 травня 1452 — 11 червня 1492) — князь Зембицький (1462—1472) та Опавський (1465—1472), чеський дипломат і письменник, одружений з дочкою Вільгельма III Сміливого Саксонського, ландграфа Тюр.
- Фрідріх (1453—1458)
- Георг (1454/1455 — 1459/1462)
- Людмила з Подебрад (16 жовтня 1456 — 20 січня 1503) — княгиня Бжегська (1488—1503), дружина князя Бжегського Фрідріха I Легницького (пом. 1488).
- Йоганн (після 1456—1459)

## Галерея

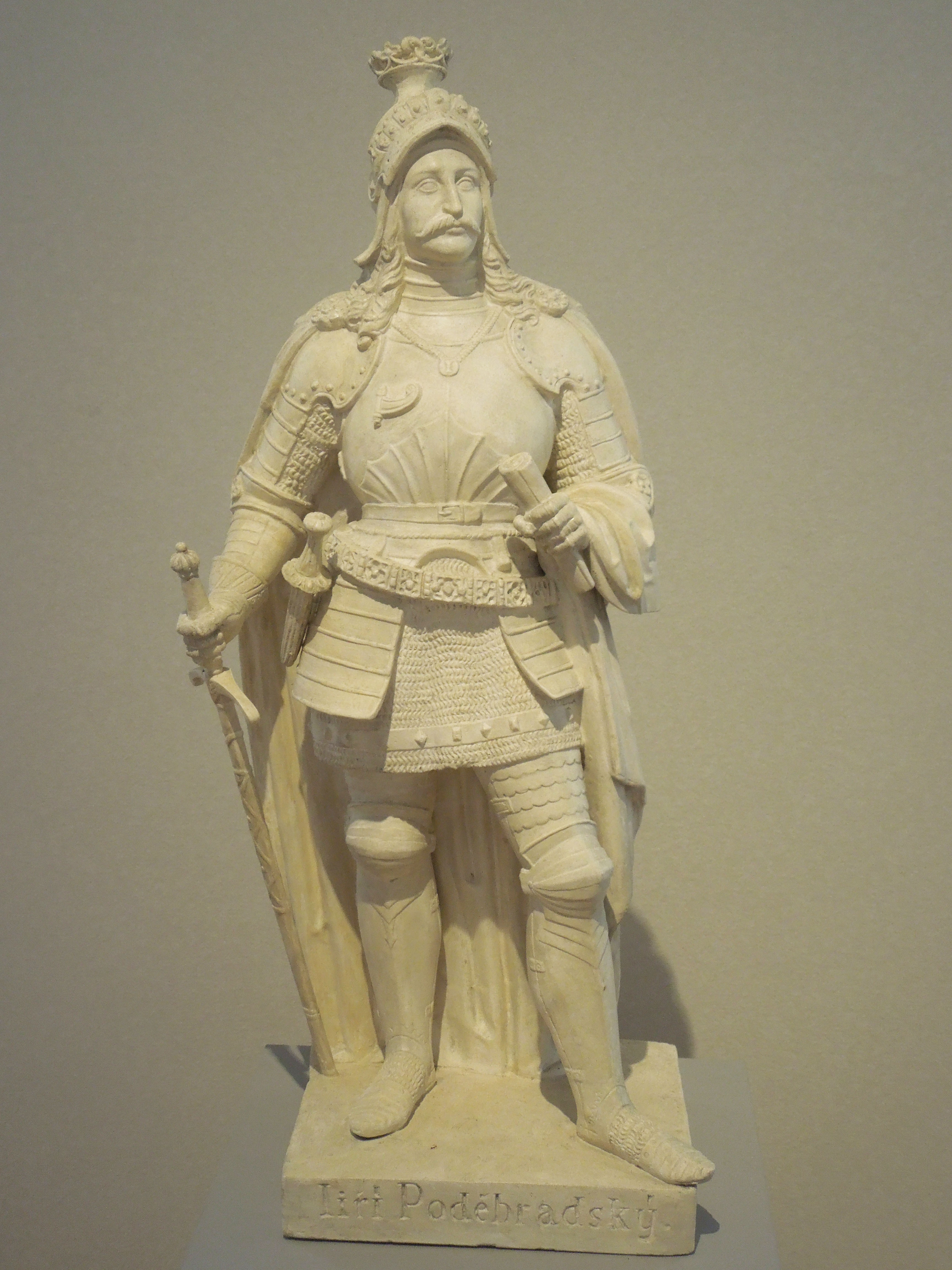
Їржі з Подєбрад. Макс Й. (1842-1843)
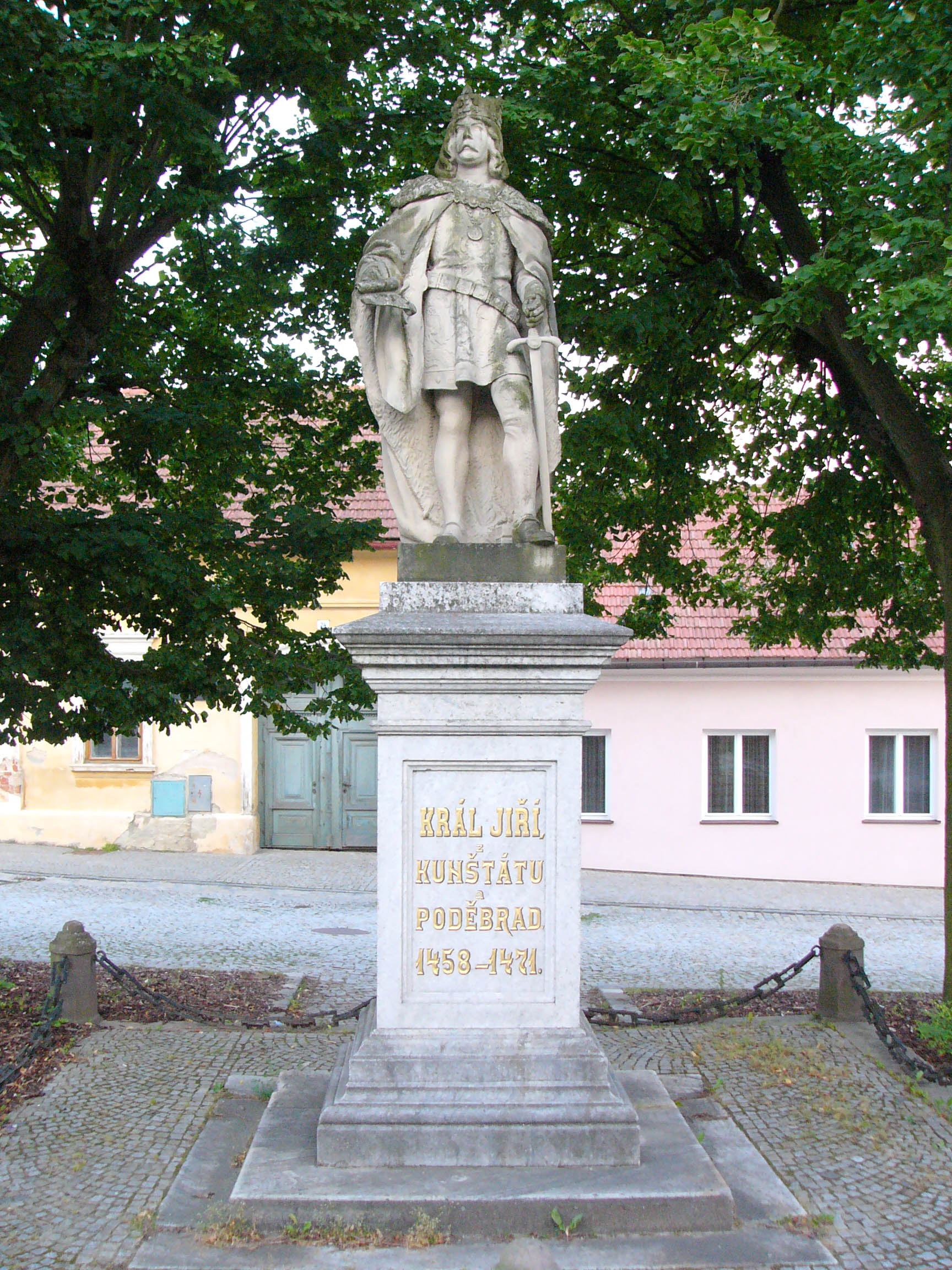
Пам'ятник Їржі у Кунштаті
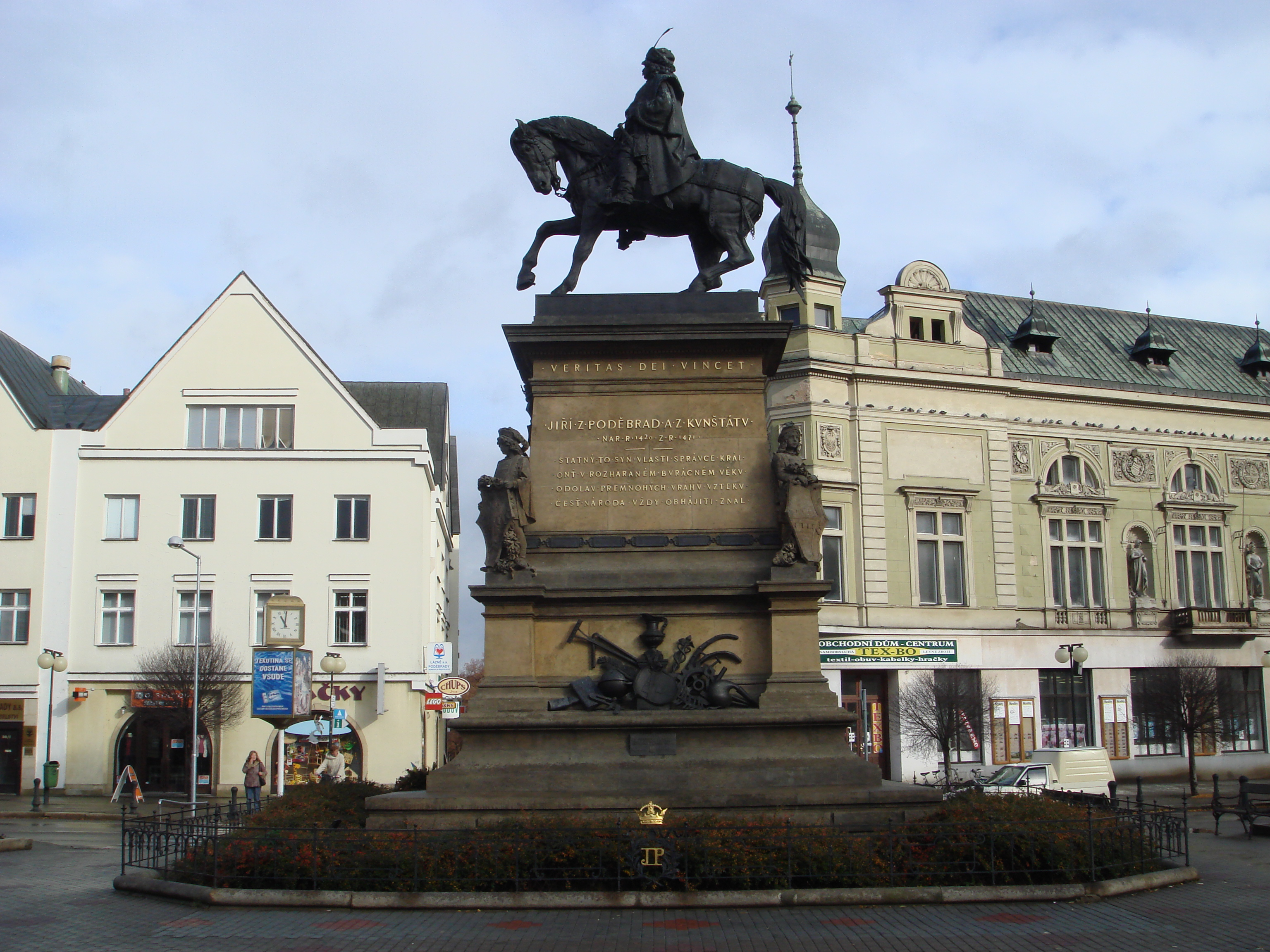
Пам'ятник Їржі у Подєбрадах